# Acetivibrio
Acetivibrio è un genere di batterio appartenente alla famiglia delle Clostridiaceae.